# Peter Schamoni
Peter Schamoni (Berlín, 27 de març de 1934 - Múnic, 14 de juny de 2011) va ser un director de cinema alemany, productor, i guionista. Va dirigir 35 pel·lícules entre 1957 i 2011. La seva pel·lícula de 1966 Schonzeit für Füchse va entrar al 16è Festival Internacional de Cinema de Berlín, on va guanyar l'Os de Plata Especial del Jurat. Dos anys després, va ser membre del jurat al 18è Festival Internacional de Cinema de Berlín. El 1972 la seva pel·lícula Hundertwassers Regentag va estar nominada a l'Oscar al millor curtmetratge documental.

## Filmografia (selecta)
- Brutalität in Stein (1961) (co-director: Alexander Kluge) (curt documental)
- Schonzeit für Füchse (1966)
- Alle Jahre wieder (dirigida per Ulrich Schamoni, 1967) (Productor)
- Zur Sache, Schätzchen (dirigida per May Spils, 1968) (Productor)
- Deine Zärtlichkeiten (1969) (co-director: Herbert Vesely)
- Hundertwassers Regentag (1971) (Documental)
- Potato Fritz (1976)
- Dorothea Tanning: Insomnia (1978) (Curtmetratge documental. Nominat al César al millor curtmetrratge documental 1981.)
- Frühlingssinfonie (1983)
- Caspar David Friedrich – Grenzen der Zeit (1986) (Documental)
- Schloß Königswald (1988)
- Max Ernst: Mein Vagabundieren – Meine Unruhe (1991) (Documental)